# Lloyd Kaufman
Lloyd Kaufman (Nueva York, 30 de diciembre de 1945) es un director y productor de cine independiente estadounidense. Junto con Michael Hertz, es cofundador de Troma Entertainment, una productora independiente. Es también presidente de la IFTA (Independent Film & Television Alliance).

## Biografía
Lloyd ingresó en la Universidad de Yale, donde posteriormente daría clases sobre dirección de cine. En 1971, conoció a su futuro compañero, Michael Hertz; junto a él creó el Universo Troma, en 1974. En este mismo año se casó con su actual esposa, Patricia Kaufman, que actúa en algunas de las películas de Lloyd.
En 1984, dirige posiblemente su mejor obra The Toxic Avenger, llegando a tener ésta hasta cuatro secuelas y el proyecto de una quinta. Todas las películas de Lloyd están situadas en Tromaville, la capital de los residuos radiactivos. Este es un pequeño pueblo, cerca de Nueva Jersey, donde la mayor afición de los lugareños es bailar; sin embargo, suelen estar bajo el domino de alguna organización maligna o situaciones de una índole similar.
Las películas de Lloyd Kaufman se caracterizan por ser un alarde de tripas, vísceras, y cine de serie B, en general. Con todo, cuenta con el apoyo de aclamados directores como Peter Jackson, Quentin Tarantino, Álex de la Iglesia y Takashi Miike. Tanto Lloyd kaufman como el Universo Troma, se han convertido en iconos del mundo del cine independiente.

## Premios
| Festival      | año  | Premios                          | Película                                                  | Resultado |
| ------------- | ---- | -------------------------------- | --------------------------------------------------------- | --------- |
| Fantasporto   | 1992 | International Fantasy Film Award | Sgt. Kabukiman N.Y.P.D.                                   | Nominado  |
| Fantasporto   | 1992 | International Fantasy Film Award | The Toxic Avengeer part III: The Last Templation of Toxie | Nominado  |
| Fantasporto   | 1992 | Critics' Award - Special Mention | Troma's war                                               | Ganado    |
| Fantasporto   | 1992 | International Fantasy Film Award | The Toxic Avenger                                         | Nominado  |
| Fantasporto   | 1992 | International Fantasy Film Award | The Toxic Avenger part II                                 | Nominado  |
| Fantasporto   | 1992 | International Fantasy Film Award | Troma's war                                               | Nominado  |
| Fantafestival | 1997 | Best Film                        | Tromeo and Juliet                                         | Ganador   |
| Sitges        | 2000 | Best Film                        | Citizen Toxie: Toxic Avenger IV                           | Nominado  |

## Filmografía

### Director
- The Girl Who Returned (1969)
- The Battle of Love's Return (1971)
- Big Gus, What's the Fuss? (1973)
- Squeeze Play! (1979)
- Waitress! (1981)
- Stuck on You! (1982)
- The First Turn-On! (1983)
- The Toxic Avenger (1984)
- Class of Nuke 'Em High (1986)
- Troma's War (1988)
- The Toxic Avenger Part II y The Toxic Avenger Part III: The Last Temptation of Toxie (1989)
- Sgt. Kabukiman N.Y.P.D. (1990)
- Tromeo and Juliet (1996)
- Terror Firmer (1998)
- Troma's Edge TV (1999-2001) (26 episodios de media hora)
- Citizen Toxie: The Toxic Avenger IV (2000)
- All The Love You Cannes (2002)
- Tales from the Crapper (2003)
- Make Your Own Damn Movie! (2005)
- Poultrygeist: Night of the Chicken Dead (2006)
- Splendor & Wisdom (2008)
- Untitled Troma Movie (2011)
- Toxic Twins: The Toxic Avenger V (2011)

### Actor
- The Battle of Love's Return (1971)
- Cry Uncle! (1971)
- The Love Thrill Murders (1971)
- Rocky (1976)
- Slow Dancing in the Big City (1979)
- The Final Countdown (1980)
- Rocky V (1990)
- Cannes Man (1996)
- Tromeo and Juliet (1996)
- Orgazmo (1997)
- Terror Firmer (1998)
- Tales from the Crapper (2003)
- LolliLove (2003) *Slither (2006)
- Poultrygeist: Night of the Chicken Dead (2006)
- Crank: High Voltage (2009)
- Gamer(2009)
- Killer Hoo Ha (2010)
- Caesar and Otto meet Dracula's Lawyer (2010)
- Angry Video Game Nerd (2013 - Episodio 111)
- Angry Video Game Nerd Movie (2014)
- Guardians of the Galaxy  (2014)

### Productor
- Silent Night, Bloody Night (1974)
- Mother's Day(1980)
- The Final Countdown (1980)
- The Dark Side of Midnight (1984)
- Screamplay (1985)
- Igor and the Lunatics (1985)
- Girls School Screamers (1986)
- Fortress of Amerikkka (1988)
- Dialing for Dingbats (1989)
- Class of Nuke 'Em High 2: Subhumanoid Meltdown (1991)
- Class of Nuke 'Em High 3: The Good, The Bad and the Subhumanoid (1994)
- Blondes Have More Guns (1995)
- Sucker: The Vampire (1998)
- The Rowdy Girls (2000)
- Parts of the Family (2003)
- DEADHUNTER: Sevillian Zombies (2003) - Breve Cameo
- Slaughter Party (2005)
- Mother's Day (2010)
- Sugar Cookies (2012)
- The Toxic Avenger (2023)

### Libros
- All I Needed To Know About Filmmaking I Learned From The Toxic Avenger
- Make Your Own Damn Movie
- The Toxic Avenger: The Novel
- Direct Your Own Damn Movie
- Produce Your Own Damn Movie